# 前元音
前元音（front vowel）是使用於一些口語語言中的一種元音類型。前元音的決定性特徵為舌頭的位置盡可能地朝向嘴巴前面，且沒有會被歸類為子音的壓縮。國際音標承認的前元音有：
- 閉前不圓唇元音 [i]
- 閉前圓唇元音 [y]
- 半閉前不圓唇元音 [e]
- 半閉前圓唇元音 [ø]
- 半開前不圓唇元音 [ɛ]
- 半開前圓唇元音 [œ]
- 次開前不圓唇元音 [æ]
- 開前不圓唇元音 [a]
- 開前圓唇元音 [ɶ]

在一些語言裡，開前元音在其語音學中並不和其他前元音歸在一起。